# Duplexer

Schema

Ein Duplexer ist ein dreitoriges Netzwerk (Dreitor), das abhängig von bestimmten Regeln einen der Eingänge mit einem Ausgang verbindet. Es besteht dabei kein oder nur ein unwesentlicher Frequenzunterschied zwischen den Signalen an den verschiedenen Eingängen. Die Verbindungsregeln sind meist als Zeitabhängigkeit aufgebaut. Duplexer werden genutzt, um einen Sender und einen Empfänger bidirektional (im sogenannten Duplexbetrieb) über einen einzelnen Übertragungskanal (zum Beispiel eine Antenne) zu betreiben. Sie können als Filterbaugruppe oder als Netzwerk mit Schalterdioden oder pin-Dioden aufgebaut werden.
Der Schaltvorgang in einem Duplexer kann entweder direkt und passiv (durch zeitliche Steuersignale) oder indirekt und aktiv (durch die Sendeleistung selbst ausgelöst) erfolgen. Die Zeitabhängigkeit wird meist nach der Regel formuliert: Solange der Sender arbeitet, muss dieser an den Übertragungskanal geschaltet sein; der eigene Empfänger muss von diesem Übertragungskanal derweil getrennt werden. Bei der aktiven Umschaltung (ausgelöst durch die Sendeleistung) verbleibt jedoch immer eine kleine Umschaltverzögerung, in der die volle Sendeleistung auf den empfindlichen Empfängereingang wirkt. Bei der passiven Steuerung können die Steuersignale zeitlich etwas größer als die Dauer des Sendesignals gewählt werden, welches eine unerwünschte Einwirkung auf den Empfänger verhindert.
Wenn über ein solches Netzwerk Signale mit derart unterschiedlichen Frequenzen geleitet werden, dass sie schon durch frequenzabhängige Filter getrennt werden können, dann ist diese Baugruppe kein Duplexer mehr, sondern ein Diplexer. Bei kleinen Sendeleistungen und geringem Isolationsbedarf zwischen den Anschlüssen des Duplexers kann dessen Funktion auch durch drei- oder mehrtorige Ferritzirkulatoren ausgeführt werden, die richtungsabhängig die Signale von einem oder mehreren Eingängen zu einem oder mehreren Ausgängen leiten.

## Anwendung in der Kommunikationstechnik
In der Kommunikationstechnik werden Sender und Empfänger an der gleichen Antenne betrieben. Der Duplexer ist hier oft ein Relais, das durch die Betätigung der Sprechtaste den Sender an die Antenne schaltet. Es ist auch möglich, einen Teil der Sendeleistung zu einer Schaltspannung zu verarbeiten, die dieses Relais auch unabhängig einer manuellen Betätigung der Sprechtaste schaltet.
Im Sprechfunk können Sender und Empfänger auch ständig an die Antenne geschaltet sein. Die empfangene Frequenz muss gleichzeitig nach der Verstärkung in der Relaisstation wieder abgestrahlt werden. Meist wird jedoch in einer anderen Frequenz gesendet als empfangen wird. Die Duplexweiche ist deswegen kein Duplexer, sondern ein Diplexer.

## Anwendung in der Radartechnik
Speziell in der Radartechnik werden die Sende-Empfangs-Umschalter in monostatischen Radargeräten als Duplexer bezeichnet, die eine Antenne im Zeitmultiplexverfahren abwechselnd an den Sender und den Empfänger schalten. Eine mechanische Umschaltung (zum Beispiel durch ein Relais) ist wegen der hohen Umschaltfolge von 350 Hz bis über 8 kHz nicht mehr möglich. In der Impulsradartechnik wird mit starken Impulsleistungen gearbeitet. Sender und Empfänger sind nur abwechselnd an die Antenne angeschaltet, aber niemals gleichzeitig. Als Sonderfall tritt dieser Zustand auch bei einem FMiCW-Radar auf.
In der Radartechnik werden mehrere verschiedene Bauformen von Duplexern verwendet:
- Branch-Duplexer, welche Leitungsresonanzen ausnutzen,
- Balanced Duplexer, welche Phasenlaufzeiten zur Umschaltung nutzen, und
- pin-Dioden-Duplexer, die mit aktiven Schaltspannungen versorgt werden.

An Duplexer eines Radargerätes werden extreme Anforderungen gestellt. Er muss sehr hohe Sendeleistungen zur Antenne schalten (in der Größenordnung von vielen Megawatt), wobei der Umschaltvorgang selbst nur wenige Nanosekunden dauern darf. Dazwischen muss er die extrem kleine Empfangsleistungen (in der Größenordnung von bis hinab zu einigen Pikowatt) verlustarm zum Empfänger schalten und während der Sendezeit diesen empfindlichen Empfängereingang vor der hohen Sendeleistung schützen (kein Durchschlagen).

### Branch-Duplexer

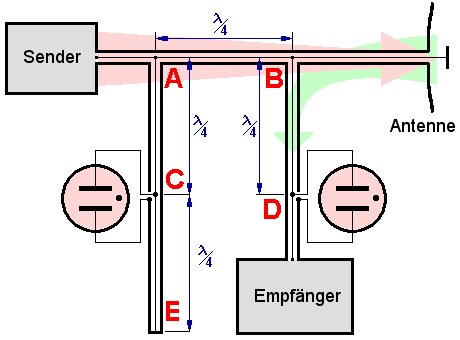
Prinzipielle Funktionsweise eines Parallel-Duplexers mit Koaxialleitungen

Der Branch-Duplexer arbeitet mit λ/4-Leitungsabschnitten als Resonanzleitungen.
Wichtige Eigenschaft von λ/4-Leitungsabschnitten ist die Widerstandstransformation, die hier ausgenutzt wird. Ein Kurzschluss wird nach λ/4 zu einem unendlich hohen Widerstand, also zu einer „offenen Leitung“, die „offene Leitung“ wird nach λ/4 als Kurzschluss erkannt.
Mit Hilfe von gezündeten Gasentladungsröhren werden durch deren leitfähiges Plasma Kurzschlüsse in einem Leitungsabschnitt erzeugt (siehe nebenstehendes Bild). Dieser Kurzschluss wird nach λ/4 in einen unendlich hohen Widerstand transformiert und verhindert so, dass weitere Energie in diesen Leitungsabschnitt eingeleitet wird. Diese Gasentladungsröhren werden als TR-Röhren (Transmit-Receive-Tube: die Gasentladungsröhre in der nebenstehenden Grafik am Punkt D vor dem Empfänger) und ATR-Röhren (Anti-Transmit-Receive-Tube: die Gasentladungsröhre am Punkt C) bezeichnet. Während die ATR-Röhren Nulloden sein können, sind die TR-Röhren fremdgetriggert oder durch eine Glimmentladung vorionisisert, um vom Sendepuls schneller ionisiert zu werden und den Empfänger eher absperren zu können.

#### Arbeitsweise
Zum Zeitpunkt des Sendens haben beide Gasentladungsröhren aufgrund der hohen Spannung des Sendesignals gezündet und verursachen somit einen Kurzschluss an den Punkten C und D. In einer Entfernung von einem Viertel der Wellenlänge (λ/4) wird dieser Kurzschluss an den Punkten A und B zu einem fast unendlichen Widerstand transformiert. Der Sendeenergie verbleibt nur der Weg zur Antenne und erreicht nicht die empfindliche Empfangsstufe.

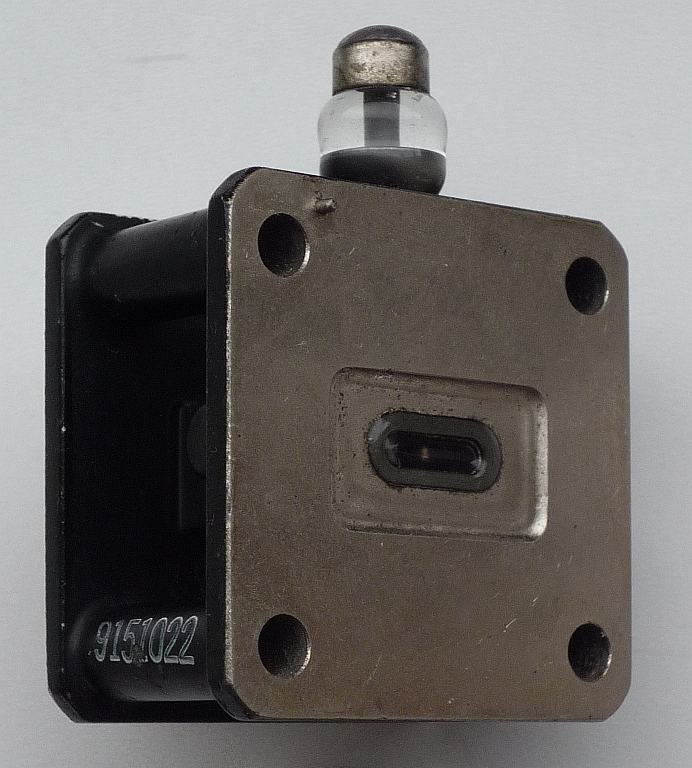
TR-switch (9 GHz System)

Während der Empfangszeit sind beide Gasentladungsröhren erloschen, da das Echo eine sehr geringe Leistung hat. Die Gasentladungsröhren haben einen sehr hohen Innenwiderstand. Jetzt wirkt der konstruktive Kurzschluss am Punkt E: nach einem Dreiviertel der Wellenlänge wird am Punkt B wieder der unendliche Widerstand „gesehen“ und die Empfangsenergie wird zum Empfänger geleitet.

#### Nachteile
- die Betriebsbandbreite beträgt nur 5 % (wegen der erforderlichen Leitungsresonanz eigentlich nur eine einzige Frequenz!)
- die durchschaltbare Sendeleistung ist begrenzt (die Dämpfung mit einer TR-Röhre beträgt „nur“ 30 dB), deshalb werden manchmal mehrere TR-Röhren im Abstand von jeweils λ/2 verwendet.
- die Entkopplung zwischen Sende- und Empfangskanal ist geringer als bei anderen Duplexern, da doch immer soviel Sendeenergie in die unerwünschte Richtung zum Empfänger fließen muss, um die Gasentladungsröhren zu zünden bzw. gezündet zu halten.

### Balanced Duplexer

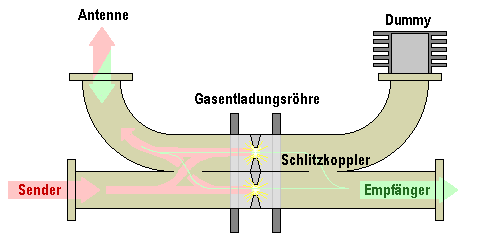
Funktionsprinzip eines Balanced Duplexer

Hier sind die TR-Röhren in einem Hohlleiterabschnitt integriert. An dem bei der Zündung entstehenden Kurzschluss wird die Sendeenergie reflektiert und phasengleich in Richtung Antenne, bzw. phasenungleich in Richtung Sender überlagert.

#### Arbeitsweise
Im Sendefall arbeitet der Balanced Duplexer nach folgendem Prinzip:
- Die Sendeenergie teilt sich im Schlitzkoppler auf;
- der Anteil, der den Schlitz passiert hat, erfährt eine Phasenverschiebung um 90°;
- beide Leistungsanteile bringen die Gasentladungs- (TR-) Röhre zum Zünden;
- an dieser durch Kurzschluss extremen Fehlanpassung wird die Sendeenergie reflektiert;
- wieder teilt sich die Energie im Schlitzkoppler auf;
- der Anteil, der den Schlitz passiert, erfährt eine nochmalige Phasenverschiebung um 90°;
- beide Anteile reflektiert in Richtung Sender haben nun einen Phasenunterschied von 180° und heben sich nahezu auf;
- beide Anteile reflektiert in Richtung Antenne sind gleichphasig und summieren sich zur vollen Leistung.

Während der Empfangszeit sind die TR-Röhren erloschen und beide Anteile des Empfangssignals addieren sich nach dem zweiten Schlitzkoppler wieder phasengleich zur ursprünglichen Signalstärke.

#### Vorteil
Der Balanced Duplexer ist sehr breitbandig und wird praktisch nur durch die Grenzfrequenzen der Hohlleiter begrenzt.

#### Nachteile
- Auch der Balanced Duplexer benötigt etwas Sendeenergie, um die TR-Röhren zu zünden. Sendeenergie unterhalb dieser Zündschwelle erreicht den Empfänger und kann dort Zerstörungen verursachen.
- Nach dem Sendeimpuls leuchtet die TR-Röhre noch etwas nach. Während dieser Erholzeit ist das Radar noch blind. Die Sendezeit und die Erholzeit bestimmen die minimal mögliche Ortungsentfernung eines Radargerätes.

### Duplexer mit pin-Dioden
Duplexer in Halbleitertechnologie mit pin-Dioden wurden zu einer attraktiven Alternative durch eine gute Sperrisolation, einer schnellen Erholzeit und langer Lebensdauer. pin-Dioden haben einen von ihrer Vorspannung abhängigen Innenwiderstand und können so auch große Energien schalten. Ein Begrenzungsschaltung mit pin-Dioden und einer vernachlässigbarer Durchlassdämpfung begrenzt das Signal am Empfängereingang auf einen konstanten Pegel. Allerdings müssen die pin-Dioden für eine gute Sperrung der Sendeleistung bei geringen Verlusten im Empfangsweg aktiv geschaltet werden. Das verkompliziert die Schaltung und führt zu dem Risiko des Totalausfalls, wenn die Schaltspannungen infolge eines Defektes ausbleiben. Deswegen werden in der Praxis zur Sicherheit mehrere Schaltstufen hintereinander verwendet.

#### Vorteile
- hohe Lebensdauer
- keine Schaltverzögerung
- schnelle Erholzeit

#### Nachteile
- erfordert aktive Schaltspannungen
- Fehlschaltungen können katastrophale Folgen haben
- hohe zu schaltende Leistungen erfordern zusätzliche Absicherung

pin-Dioden benötigen zum Schalten eine Steuerspannung, die meist durch den Synchronisator bereitgestellt wird.